# Tony Robbins

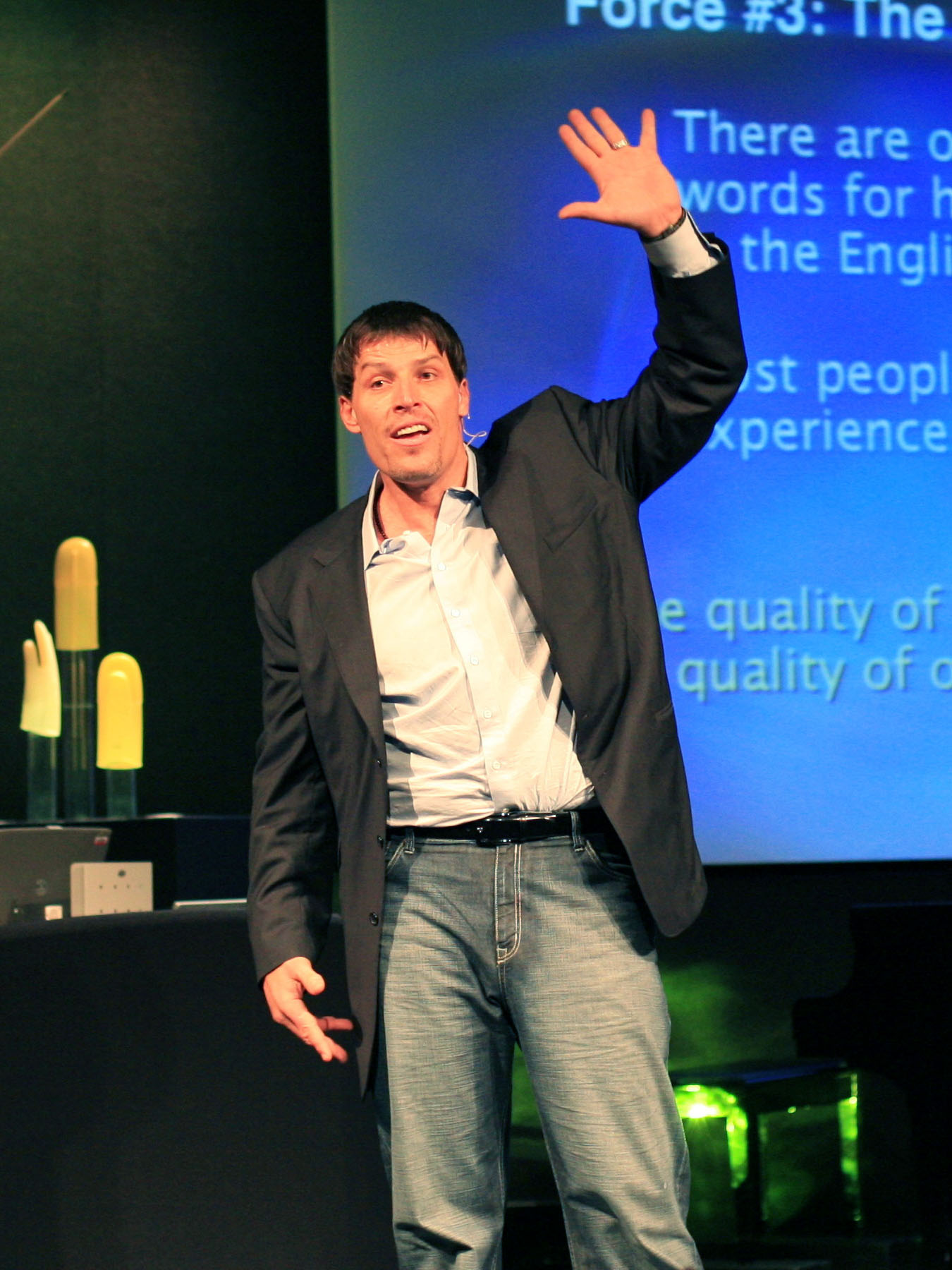
Anthony Robbins

Anthony J. Mahavorick, znany też jako Tony Robbins, pseudonim Anthony Robbins  (ur. 29 lutego 1960 w Glendorze, Kalifornia) – amerykański doradca życiowy, motywujący ludzi poprzez przekazywanie swoich życiowych doświadczeń i wiedzy. Robbins napisał serię motywujących książek, wśród których znalazły się takie bestsellery jak Obudź w sobie olbrzyma, czy Olbrzymie kroki. Jego pierwszą książką była Unlimited power (Nieograniczona siła).

## Publikacje
- Nasza moc bez granic (Unlimited Power) – 1986, polskie wydanie 2015
- Obudź w sobie olbrzyma (Awaken the Giant Within) – 1991, polskie wydanie 2009
- Listy od przyjaciela (Notes From a Friend) – 1991, polskie wydanie 2015
- Olbrzymie kroki (Giant Steps) – 1994, polskie wydanie 2001
- Money. Mistrzowska gra (Money: Master the Game) – 2014, polskie wydanie 2015
- Niewzruszony (Unshakeable: Your Financial Freedom) – 2017, polskie wydanie 2018